# Ася Лацис
Анна «Ася» Лацис, при народженні Лієпіна (нім. Asja Lazis; 19 жовтня 1891 — 21 листопада 1979) — латвійська акторка і театральна режисерка.

## Життєпис
Більшовичка, яка у 1920-ті роки прославилася пролетарськими театральними трупами для дітей та агітпропу в СРСР (Росії та Латвії).
Лацис вважала, що дитячий театр може бути наріжним каменем для загальної освіти дітей, що було особливо важливо для бідних, пролетарських дітей, які часто мали незначні можливості для освіти або взагалі не мали інших можливостей.
У 1922 переїхала до Німеччини, де познайомилася з Бертольтом Брехтом та Ервіном Піскатором, яких познайомила з ідеями Всеволода Меєргольда та Володимира Маяковського.
У 1924 Ася Лацис познайомилася з німецьким філософом і критиком Вальтером Беньяміном на Капрі, і наступні кілька років мала з ним періодичні стосунки, коли він відвідував її в Москві та Ризі. Ася Лацис сприяла тому, що Беньямін прийняв марксизм. У 1928 Беньямін присвятив їй збірку есе.
У 1938 під час сталінської чистки була вислана до Сибіру. Лаціс повернулася до Латвії в 1948 і провела старість разом зі своїм чоловіком, німецьким театральним критиком Бернгардом Райхом. 1948–1957 була головною режисеркою Валміерського драматичного театру і використовувала техніку лівого авангарду у своїх постановках. Її донька Дагмара Кімеле змалювала Асю у своїх мемуарах у 1996 як егоїстичну і нелюблячу матір.
Онука Асі Лаціс — відома латвійська театральна режисерка Мара Кімеле.